# Challenge de Majorque 2016
La 25e édition du Challenge de Majorque a eu lieu du 28 au 31 janvier 2016. Au total, quatre épreuves font partie de ce Challenge de Majorque. Le classement final de l'épreuve n'est plus calculé depuis 2010. Les quatre courses font partie du calendrier UCI Europe Tour 2016 en catégorie 1.1.
Le Trofeo Felanitx-Ses Salines-Campos-Porreres a été remporté lors d'un sprint massif par l'Allemand André Greipel (Lotto-Soudal) qui s'impose respectivement devant l'Irlandais Sam Bennett (Bora-Argon 18) et le Norvégien Edvald Boasson Hagen (Dimension Data).
Le Trofeo Pollença-Andratx a été remporté en solitaire par l'Italien Gianluca Brambilla (Etixx-Quick Step) qui s'impose de deux secondes sur un groupe de seize coureurs réglé au sprint par le Polonais Michał Kwiatkowski (Sky) devant le Tchèque Zdeněk Štybar (Etixx-Quick Step).
Le Trofeo Serra de Tramontana a été remporté en solitaire par le Suisse Fabian Cancellara (Trek-Segafredo) qui s'impose de dix-sept secondes sur un groupe de neuf coureurs réglé au sprint par Michał Kwiatkowski devant le Belge Tiesj Benoot (Lotto-Soudal).
Le Trofeo Playa de Palma a été remporté lors d'un sprint massif par André Greipel (Lotto-Soudal) qui s'impose respectivement devant le Français Nacer Bouhanni (Cofidis) et le Suisse Dylan Page (Roth).

## Présentation

### Équipes
Classées en catégorie 1.1 de l'UCI Europe Tour, les épreuves du Challenge de Majorque sont par conséquent ouvertes aux WorldTeams dans la limite de 50 % des équipes participantes, aux équipes continentales professionnelles, aux équipes continentales et aux équipes nationales.
Vingt-et-unes équipes participent à ce Challenge de Majorque - neuf WorldTeams, cinq équipes continentales professionnelles, cinq équipes continentales et deux équipes nationales :
| UCI WorldTeams   | UCI WorldTeams | UCI WorldTeams |
| Nom de l'équipe  | Pays           | Code           |
| ---------------- | -------------- | -------------- |
| Cannondale       | États-Unis     | CPT            |
| Dimension Data   | Afrique du Sud | DDD            |
| Etixx-Quick Step | Belgique       | EQS            |
| FDJ              | France         | FDJ            |
| IAM              | Suisse         | IAM            |
| Lotto-Soudal     | Belgique       | LTS            |
| Movistar         | Espagne        | MOV            |
| Sky              | Royaume-Uni    | SKY            |
| Trek-Segafredo   | États-Unis     | TFS            |

| Équipes continentales professionnelles | Équipes continentales professionnelles | Équipes continentales professionnelles |
| Nom de l'équipe                        | Pays                                   | Code                                   |
| -------------------------------------- | -------------------------------------- | -------------------------------------- |
| Bora-Argon 18                          | Allemagne                              | BOA                                    |
| Caja Rural-Seguros RGA                 | Espagne                                | CJR                                    |
| Cofidis                                | France                                 | COF                                    |
| Gazprom-RusVelo                        | Russie                                 | GAZ                                    |
| Roth                                   | Suisse                                 | ROT                                    |

| Équipes continentales         | Équipes continentales | Équipes continentales |
| Nom de l'équipe               | Pays                  | Code                  |
| ----------------------------- | --------------------- | --------------------- |
| Burgos BH                     | Espagne               | BUR                   |
| Euskadi Basque Country-Murias | Espagne               | EUS                   |
| GM Europa Ovini               | Italie                | GME                   |
| Lokosphinx                    | Russie                | LOK                   |
| Stradalli-Bike Aid            | Allemagne             | BAI                   |

| Équipes nationales              | Équipes nationales | Équipes nationales |
| Nom de l'équipe                 | Pays               | Code               |
| ------------------------------- | ------------------ | ------------------ |
| Équipe nationale d'Espagne      | Espagne            | ESP                |
| Équipe nationale du Royaume-Uni | Royaume-Uni        | GBR                |

## Étapes
| Étape                                       | Date       | Villes étapes                         |                           | Distance (km) | Vainqueur d’étape  | Leader du classement général |
| ------------------------------------------- | ---------- | ------------------------------------- | ------------------------- | ------------- | ------------------ | ---------------------------- |
| Trofeo Felanitx-Ses Salines-Campos-Porreres | 28 janvier | Felanitx - Porreres                   | Étape de plaine           | 176,8         | André Greipel      | Aucun leader                 |
| Trofeo Pollença-Andratx                     | 29 janvier | Pollença - Andratx                    | Étape de moyenne montagne | 153           | Gianluca Brambilla | Aucun leader                 |
| Trofeo Serra de Tramontana                  | 30 janvier | Sóller - Deià                         | Étape de moyenne montagne | 143,9         | Fabian Cancellara  | Aucun leader                 |
| Trofeo Playa de Palma                       | 31 janvier | Palma de Majorque - Palma de Majorque | Étape de plaine           | 161           | André Greipel      | Aucun leader                 |

## Classements

### Trofeo Felanitx-Ses Salines-Campos-Porreres
| Classement final | Classement final     | Classement final | Classement final           | Classement final  |
|                  | Coureur              | Pays             | Équipe                     | Temps             |
| ---------------- | -------------------- | ---------------- | -------------------------- | ----------------- |
| 1er              | André Greipel        | Allemagne        | Lotto-Soudal               | en 4 h 5 min 15 s |
| 2e               | Sam Bennett          | Irlande          | Bora-Argon 18              | m.t               |
| 3e               | Edvald Boasson Hagen | Norvège          | Dimension Data             | m.t               |
| 4e               | Ramūnas Navardauskas | Lituanie         | Cannondale                 | m.t               |
| 5e               | Matteo Trentin       | Italie           | Etixx-Quick Step           | m.t               |
| 6e               | Jonas Van Genechten  | Belgique         | IAM                        | m.t               |
| 7e               | Andrew Fenn          | Royaume-Uni      | Sky                        | m.t               |
| 8e               | Filippo Fortin       | Italie           | GM Europa Ovini            | m.t               |
| 9e               | Marc Sarreau         | France           | FDJ                        | m.t               |
| 10e              | Albert Torres        | Espagne          | Équipe nationale d'Espagne | m.t               |
| modifier         |                      |                  |                            |                   |

### Trofeo Pollença-Andratx
| Classement final | Classement final   | Classement final | Classement final | Classement final   |
|                  | Coureur            | Pays             | Équipe           | Temps              |
| ---------------- | ------------------ | ---------------- | ---------------- | ------------------ |
| 1er              | Gianluca Brambilla | Italie           | Etixx-Quick Step | en 3 h 32 min 23 s |
| 2e               | Michał Kwiatkowski | Pologne          | Sky              | + 2 s              |
| 3e               | Zdeněk Štybar      | Tchéquie         | Etixx-Quick Step | + 2 s              |
| 4e               | Tiesj Benoot       | Belgique         | Lotto-Soudal     | + 2 s              |
| 5e               | Dylan van Baarle   | Pays-Bas         | Cannondale       | + 2 s              |
| 6e               | Fabian Cancellara  | Suisse           | Trek-Segafredo   | + 2 s              |
| 7e               | Scott Thwaites     | Royaume-Uni      | Bora-Argon 18    | + 2 s              |
| 8e               | Alejandro Valverde | Espagne          | Movistar         | + 2 s              |
| 9e               | Leopold König      | Tchéquie         | Sky              | + 2 s              |
| 10e              | Giovanni Visconti  | Italie           | Movistar         | + 2 s              |
| modifier         |                    |                  |                  |                    |

### Trofeo Serra de Tramontana
| Classement final | Classement final   | Classement final | Classement final | Classement final   |
|                  | Coureur            | Pays             | Équipe           | Temps              |
| ---------------- | ------------------ | ---------------- | ---------------- | ------------------ |
| 1er              | Fabian Cancellara  | Suisse           | Trek-Segafredo   | en 3 h 41 min 48 s |
| 2e               | Michał Kwiatkowski | Pologne          | Sky              | + 17 s             |
| 3e               | Tiesj Benoot       | Belgique         | Lotto-Soudal     | + 17 s             |
| 4e               | Gianluca Brambilla | Italie           | Etixx-Quick Step | + 17 s             |
| 5e               | Alejandro Valverde | Espagne          | Movistar         | + 17 s             |
| 6e               | Merhawi Kudus      | Érythrée         | Dimension Data   | + 17 s             |
| 7e               | Maxime Bouet       | France           | Etixx-Quick Step | + 17 s             |
| 8e               | Serge Pauwels      | Belgique         | Dimension Data   | + 17 s             |
| 9e               | Paul Voss          | Allemagne        | Bora-Argon 18    | + 17 s             |
| 10e              | Tim Wellens        | Belgique         | Lotto-Soudal     | + 17 s             |
| modifier         |                    |                  |                  |                    |

### Trofeo Playa de Palma
| Classement final | Classement final     | Classement final | Classement final           | Classement final   |
|                  | Coureur              | Pays             | Équipe                     | Temps              |
| ---------------- | -------------------- | ---------------- | -------------------------- | ------------------ |
| 1er              | André Greipel        | Allemagne        | Lotto-Soudal               | en 3 h 50 min 53 s |
| 2e               | Nacer Bouhanni       | France           | Cofidis                    | m.t                |
| 3e               | Dylan Page           | Suisse           | Roth                       | m.t                |
| 4e               | Sam Bennett          | Irlande          | Bora-Argon 18              | m.t                |
| 5e               | Albert Torres        | Espagne          | Équipe nationale d'Espagne | m.t                |
| 6e               | Jonas Van Genechten  | Belgique         | IAM                        | m.t                |
| 7e               | Youcef Reguigui      | Algérie          | Dimension Data             | m.t                |
| 8e               | Ramūnas Navardauskas | Lituanie         | Cannondale                 | m.t                |
| 9e               | Lorrenzo Manzin      | France           | FDJ                        | m.t                |
| 10e              | Marc Sarreau         | France           | FDJ                        | m.t                |
| modifier         |                      |                  |                            |                    |

## UCI Europe Tour
Ce Trofeo Felanitx-Ses Salines-Campos-Porreres, ce Trofeo Pollença-Andratx, ce Trofeo Serra de Tramontana et ce Trofeo Playa de Palma attribuent chacun des points pour l'UCI Europe Tour 2016, par équipes seulement aux coureurs des équipes continentales professionnelles et continentales, individuellement à tous les coureurs sauf ceux faisant partie d'une équipe ayant un label WorldTeam.
| Position           | 1er | 2e | 3e | 4e | 5e | 6e | 7e | 8e | 9e | 10e | 11e | 12e | 13e à 15e | 16e à 25e |
| Classement général | 125 | 85 | 70 | 60 | 50 | 40 | 35 | 30 | 25 | 20  | 15  | 10  | 5         | 3         |